# Каннский кинофестиваль 2006
59-й Каннский кинофестиваль 2006 года прошёл с 17 по 28 мая. Девятнадцать фильмов из одиннадцати стран участвовали в конкурсе за «Золотую пальмовую ветвь». Жюри фестиваля возглавил гонконгский кинорежиссёр Вонг Карвай.
Фильмом открытия стала экранизация противоречивого романа Дэна Брауна «Код Да Винчи». Фильм был холодно принят критикой, первые показы сопровождались свистом разочарованных зрителей. Несмотря на это, создателям картины удалось собрать рекордные 224 млн долларов по всему миру за первый уикенд проката.
28 мая были оглашены лауреаты фестиваля. «Золотой пальмовой ветви» был удостоен фильм английского кинорежиссёра Кена Лоуча «Ветер, который качает вереск»— историческая драма об ирландском национально-освободительном движении.

## Жюри
- Вонг Карвай ( Гонконг) (председатель)
- Моника Беллуччи ( Италия)
- Хелена Бонэм Картер ( Великобритания)
- Сэмюэл Л. Джексон ( США)
- Патрис Леконт ( Франция)
- Лукресия Мартель ( Аргентина)
- Тим Рот ( Великобритания)
- Элиа Сулейман ( Государство Палестина)
- Чжан Цзыи ( Китай)

## Фильмы-участники конкурсной программы
- «Вавилон», Алехандро Гонсалес Иньярриту
- «Ветер, который качает вереск», Кен Лоуч
- «Возвращение», Педро Альмодовар
- «Времена года», Нури Бильге Джейлан
- «В соответствии с Шарли», Николь Гарсиа
- «Довод самого слабого», Люка Бельво
- «Друг семьи», Паоло Соррентино
- «История одного побега», Адриан Каэтано
- «Сказки Юга», Ричард Келли
- «Кайман», Нанни Моретти
- «Когда я был певцом», Ксавье Джанноли
- «Красная дорога», Андреа Арнольд
- «Лабиринт фавна», Гильермо Дель Торо
- «Летний дворец», Лоу Йе
- «Мария-Антуанетта», София Коппола
- «Нация фастфуда», Ричард Линклейтер
- «Огни городской окраины», Аки Каурисмяки
- «Патриоты», Рашид Бушареб
- «Фландрия», Брюно Дюмон
- «Юность в движении», Педру Кошта

## Фильмы-участники программы «Особый взгляд»
- «977», Николай Хомерики
- «Буэнос-Айрес», Адриан Каэтано
- «Девушки-убийцы», Патрик Гранперре
- «Десять лодок», Рольф де Хеер
- «Захолустье номер один», Раба Амёр-Заимеш
- «З Одзиску», Славомир Фабицки
- «Как я встретил конец света», Каталин Митулеску
- «Калифорния», Жак Фьески
- «Машина-люкс», Ван Чао
- «Непрощённый», Юн Чон-бин
- «Парагвайский гамак», Пас Энсина
- «Париж, я люблю тебя», сборник
- «Ассистентка», Дени Деркур
- «Ре-цикл», Оксид Пан и Дэнни Пан
- «Режиссёр свадеб», Марко Беллоккьо
- «Сальвадор», Мануэль Уэрга
- «Серамби», Гарин Нугрохо
- «Скрипка», Франсиско Варгас
- «Тайная слежка», Ричард Линклейтер
- «Таксидермия», Дьёрдь Пальфи
- «Ты есть я», Кристийонас Вильджюнас
- «Беспредел на окраине», Пол Голдман
- «Уро», Стефан Фальдбаккен
- «Чтобы попасть на небо, нужно умереть», Джамшед Усмонов

## Фильмы внеконкурсной программы
- «Клуб „Shortbus“», Джон Кэмерон Митчелл
- «Код да Винчи», Рон Ховард (фильм открытия)
- «Лесная братва», Тим Джонсон и Кэри Кёркпэтрик
- «Люди Икс: Последняя битва», Бретт Ратнер
- «Потерянный рейс», Пол Гринграсс
- «Трансильвания», Тони Гатлиф (фильм закрытия)

## Победители
- Золотая пальмовая ветвь
«Ветер, который качает вереск», Кен Лоуч
- Гран-при
«Фландрия», Брюно Дюмон
- Лучшая актриса
актёрский ансамбль фильма «Возвращение»
- Лучший актёр
актёрский ансамбль фильма «Патриоты»
- Лучший режиссёр
Алехандро Гонсалес Иньярриту («Вавилон»)
- Лучший сценарий
Педро Альмодовар («Возвращение»)
- Приз жюри
«Красная дорога», Андреа Арнольд
- Золотая пальмовая ветвь за короткометражный фильм
«Наркоман», Бобби Пирс
- Приз жюри за короткометражный фильм
«Первый снег», Пабло Агуеро
- Золотая камера
«12:08 к востоку от Бухареста», Корнелиу Порумбою
- Синефондасьон
«Хэ и Сета», Густаво Риет
- Особый взгляд
«Машина-люкс», Ван Чао
- Приз ФИПРЕССИ
«Времена года», Нури Бильге Джейлан